# Кнежевич, Зоран (астроном)
Зоран Кнежевич (серб. Zoran Knežević / Зоран Кнежевић, родился 23 августа 1949 года в Осиеке) — югославский и сербский астроном, действующий президент Сербской академии наук и искусств (с 2023 года), директор Белградской астрономической обсерватории в 2002—2014 годах.

## Биография
Окончил естественно-математический факультет Белградского университета в 1972 году, там же продолжил обучение в магистратуре, которую окончил в 1976 году. В 1989 году защитил докторскую работу. В 1973—2016 годах — сотрудник Белградской астрономической обсерватории, где занимал ряд должностей. В 2002—2014 годах был директором обсерватории. Открыл малую планету (3176) Паоликки 13 ноября 1980 года. В 2002—2014 годах — главный и ответственный журналов Serbian Astronomical Journal и Publications of the Astronomical Observatory of Belgrade. Со-редактор трёх сборников международных научных трудов.
Занимается исследованиями в области теории движения малых небесных тел Солнечной системы,  относится к наиболее известным исследователям малых небесных тел Солнечной системы. Является членом множества международных астрономических организаций, в том числе Международного астрономического союза. Автор более 150 трудов, многие из которых посвящены определению масс и орбит астероидов. Особое внимание уделяет проблеме хаотичного движения малых планет с последующими астрографическими и фотометрическим исследованиями, динамическим процессам в Солнечной системе и т.д. Внёс вклад в область аналитической теории движения малых небесных тел.
Избран членом-корреспондентом Сербской академии наук и искусств в 2009 году, академиком — в 2015 году. Член Отделения математики, физики и геонаук САНУ, заместитель секретаря отделения в 2015—2020 годах. В 2017—2022 годах — председатель Академического комитета по науке. В 2020—2023 годах — генеральный секретарь САНУ. Избран председателем в 2023 году.
Владеет английским, итальянским и русским языками.

## Награды и премии
- 23 декабря 1988 года его имя было присвоено астероиду (3900) Кнежевич[серб.][10], который был открыт Эдвардом Боуэллом 14 сентября 1985 года[4]. Идею выдвинул итальянский астроном Винченцо Дзаппала[11].
- Награда за вклад в развитие Белградской астрономической обсерватории (1996, 2017)[2]
- Награда за научную деятельность в составе Белградской астрономической обсерватории (2013)[2]